# كامبنفاند

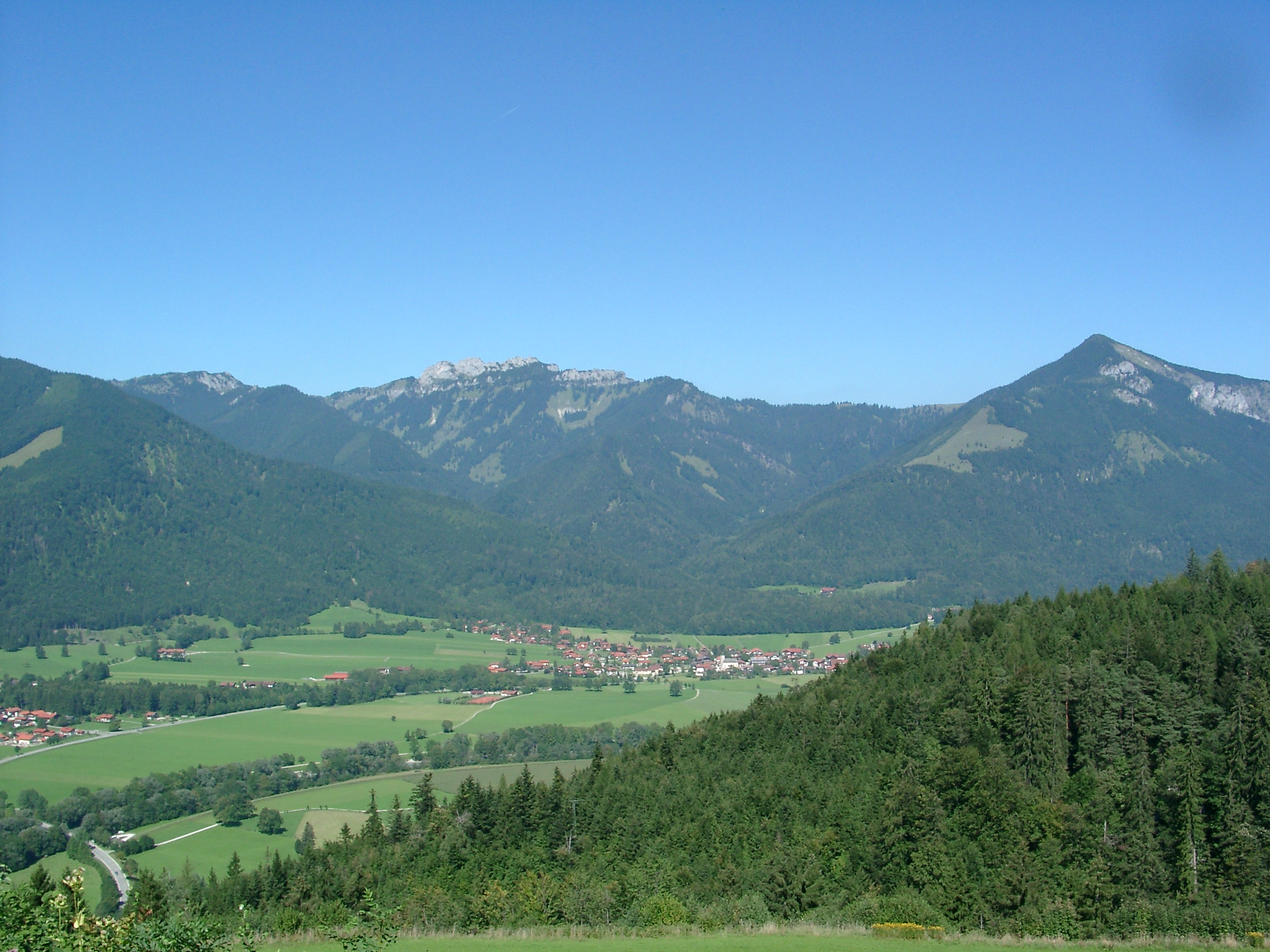
كامبنفاند من بعيد Kampenwand

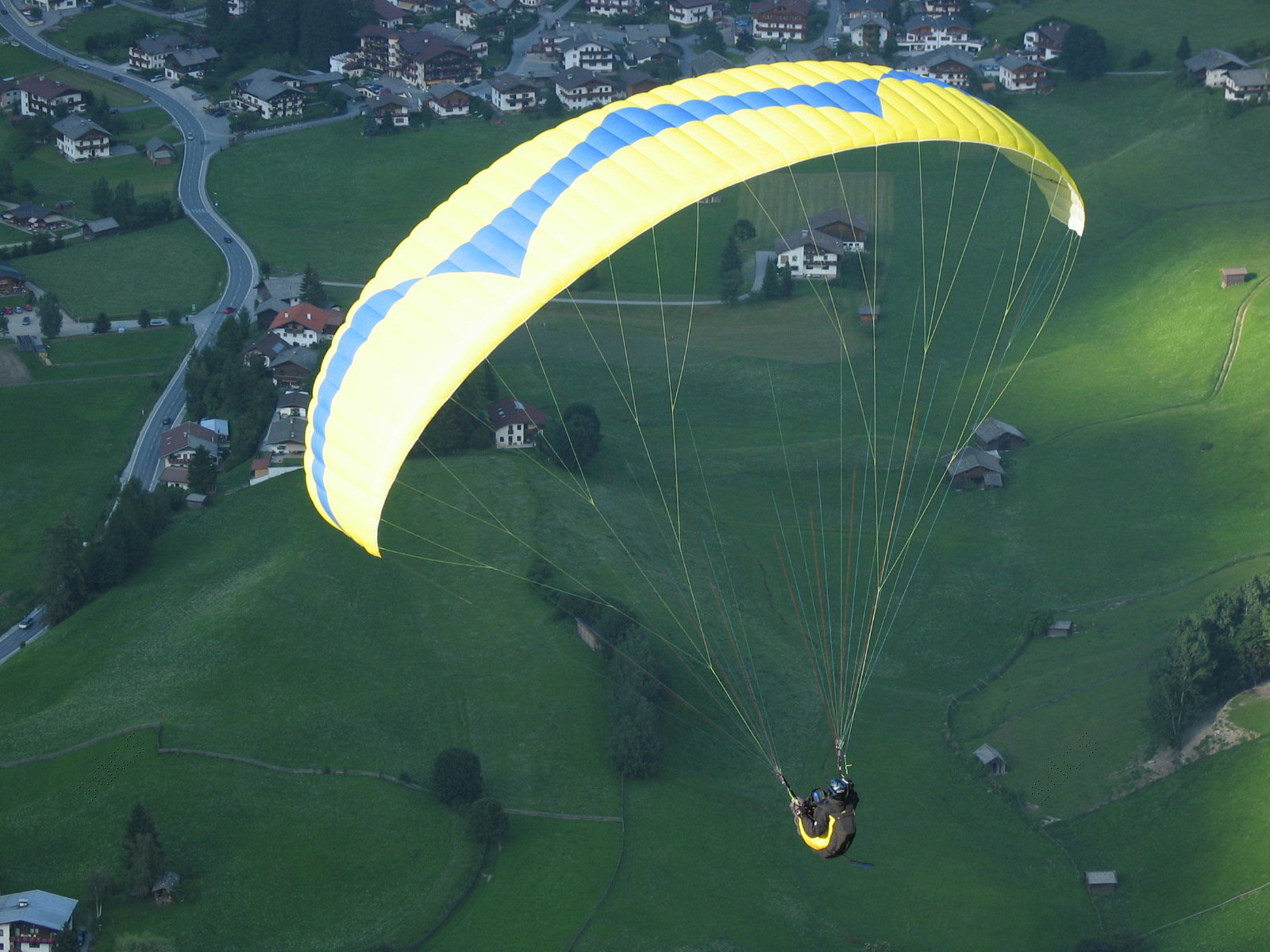
رياضة الطيران المظلي.

كامبنفاند (بالألمانية : Kampenwand) هي منطقة جبلية من جبال الألب تابعة لألمانيا . تقع قمة كامبنفاند فيما يسمى «شيمجاوار ألبن» . يصل ارتفاعها نحو 1380 متر.
تمارس فيه فيه في الشتاء رياضة الانزلاق على الجليد , في الصيف تمارس رياضة الطيران المظلي . كما أن تلكوب لعك المنطقة محبوبة لمحبي التجول والتسلق ، وركوب الدراجات .ح
ويتيح الجزء الجنوبي للجبل عدة مناطق للتسلق على درجات صعوبة مختلفة لمحبي تلك الرياضة.

## اقرأ أيضا
- حصة حديقة
- فريدريش ستامير
- دتمولد
- هرمانزدنكمال
- سياحة
- جبال الإلبه الحجرية الرملية
- طيران مظلي